# 迈斯基农村居民点 (别尔哥罗德州)
迈斯基农村居民点（俄语：Майское сельское поселение）是俄罗斯联邦别尔哥罗德州别尔哥罗德区所属的一个农村居民点。其下辖有3个居民点，行政中心为迈斯基。据2016年统计，该农村居民点的人口为10391人。